# The Best FIFA Football Awards
The Best FIFA Football Awards é uma cerimônia de premiação do futebol apresentada anualmente pela Federação Internacional de Futebol (FIFA), desde 2016. O prêmio foi criado para substituir o antigo Melhor Jogador do Mundo pela FIFA, o qual foi fundido com o Ballon d'Or, da revista francesa France Football, em 2010, para criar uma parceria de seis anos no chamado FIFA Ballon d'Or.
A primeira cerimônia foi realizada, em 9 de janeiro de 2017, em Zurique, Suíça.

## Prêmios masculinos

### Melhor jogador de futebol masculino da FIFA
| Ano  | Pos. | Jogador            | Equipe              |
| ---- | ---- | ------------------ | ------------------- |
| 2016 | 1.º  | Cristiano Ronaldo  | Real Madrid         |
| 2016 | 2.º  | Lionel Messi       | Barcelona           |
| 2016 | 3.º  | Antoine Griezmann  | Atlético de Madrid  |
| 2017 | 1.º  | Cristiano Ronaldo  | Real Madrid         |
| 2017 | 2.º  | Lionel Messi       | Barcelona           |
| 2017 | 3.º  | Neymar             | Barcelona           |
| 2018 | 1.º  | Luka Modrić        | Real Madrid         |
| 2018 | 2.º  | Cristiano Ronaldo  | Real Madrid         |
| 2018 | 3.º  | Mohamed Salah      | Liverpool           |
| 2019 | 1.º  | Lionel Messi       | Barcelona           |
| 2019 | 2.º  | Virgil van Dijk    | Liverpool           |
| 2019 | 3.º  | Cristiano Ronaldo  | Juventus            |
| 2020 | 1.º  | Robert Lewandowski | Bayern de Munique   |
| 2020 | 2.º  | Cristiano Ronaldo  | Juventus            |
| 2020 | 3.º  | Lionel Messi       | Barcelona           |
| 2021 | 1.º  | Robert Lewandowski | Bayern de Munique   |
| 2021 | 2.º  | Lionel Messi       | Barcelona           |
| 2021 | 3.º  | Mohamed Salah      | Liverpool           |
| 2022 | 1.º  | Lionel Messi       | Paris Saint-Germain |
| 2022 | 2.º  | Kylian Mbappé      | Paris Saint-Germain |
| 2022 | 3.º  | Karim Benzema      | Real Madrid         |
| 2023 | 1.º  | Lionel Messi       | Inter Miami         |
| 2023 | 2.º  | Erling Haaland     | Manchester City     |
| 2023 | 3.º  | Kylian Mbappé      | Paris Saint-Germain |
| 2024 | 1.º  | Vinícius Júnior    | Real Madrid         |
| 2024 | 2.º  | Rodri              | Manchester City     |
| 2024 | 3.º  | Jude Bellingham    | Real Madrid         |

### Melhor goleiro de futebol masculino da FIFA
| Ano  | Pos. | Jogador               | Equipe             |
| ---- | ---- | --------------------- | ------------------ |
| 2017 | 1.º  | Gianluigi Buffon      | Juventus           |
| 2017 | 2.º  | Manuel Neuer          | Bayern de Munique  |
| 2017 | 3.º  | Keylor Navas          | Real Madrid        |
| 2018 | 1.º  | Thibaut Courtois      | Chelsea            |
| 2018 | 2.º  | Hugo Lloris           | Tottenham          |
| 2018 | 3.º  | Kasper Schmeichel     | Leicester          |
| 2019 | 1.º  | Alisson Becker        | Liverpool          |
| 2019 | 2.º  | Marc-André ter Stegen | Barcelona          |
| 2019 | 3.º  | Ederson               | Manchester City    |
| 2020 | 1.º  | Manuel Neuer          | Bayern de Munique  |
| 2020 | 2.º  | Alisson Becker        | Liverpool          |
| 2020 | 3.º  | Jan Oblak             | Atlético de Madrid |
| 2021 | 1.º  | Édouard Mendy         | Chelsea            |
| 2021 | 2.º  | Gianluigi Donnarumma  | Milan              |
| 2021 | 3.º  | Manuel Neuer          | Bayern de Munique  |
| 2022 | 1.º  | Emiliano Martínez     | Aston Villa        |
| 2022 | 2.º  | Thibaut Courtois      | Real Madrid        |
| 2022 | 3.º  | Yassine Bounou        | Sevilla            |
| 2023 | 1.º  | Ederson               | Manchester City    |
| 2023 | 2.º  | Thibaut Courtois      | Real Madrid        |
| 2023 | 3.º  | Yassine Bounou        | Sevilla            |
| 2024 | 1.º  | Emiliano Martínez     | Aston Villa        |
| 2024 | 2.º  | Ederson               | Manchester City    |
| 2024 | 3.º  | Unai Simón            | Athletic Bilbao    |

### Melhor treinador(a) de futebol masculino da FIFA
| Ano  | Pos. | Treinador            | Equipe            |
| ---- | ---- | -------------------- | ----------------- |
| 2016 | 1.º  | Claudio Ranieri      | Leicester         |
| 2016 | 2.º  | Zinédine Zidane      | Real Madrid       |
| 2016 | 3.º  | Fernando Santos      | Portugal          |
| 2017 | 1.º  | Zinédine Zidane      | Real Madrid       |
| 2017 | 2.º  | Massimiliano Allegri | Juventus          |
| 2017 | 3.º  | Antonio Conte        | Chelsea           |
| 2018 | 1.º  | Didier Deschamps     | França            |
| 2018 | 2.º  | Zinédine Zidane      | Real Madrid       |
| 2018 | 3.º  | Zlatko Dalić         | Croácia           |
| 2019 | 1.º  | Jürgen Klopp         | Liverpool         |
| 2019 | 2.º  | Josep Guardiola      | Manchester City   |
| 2019 | 3.º  | Mauricio Pochettino  | Tottenham         |
| 2020 | 1.º  | Jürgen Klopp         | Liverpool         |
| 2020 | 2.º  | Hans-Dieter Flick    | Bayern de Munique |
| 2020 | 3.º  | Marcelo Bielsa       | Leeds United      |
| 2021 | 1.º  | Thomas Tuchel        | Chelsea           |
| 2021 | 2.º  | Roberto Mancini      | Itália            |
| 2021 | 3.º  | Josep Guardiola      | Manchester City   |
| 2022 | 1.º  | Lionel Scaloni       | Argentina         |
| 2022 | 2.º  | Carlo Ancelotti      | Real Madrid       |
| 2022 | 3.º  | Pep Guardiola        | Manchester City   |
| 2023 | 1.º  | Pep Guardiola        | Manchester City   |
| 2023 | 2.º  | Luciano Spalletti    | Napoli            |
| 2023 | 3.º  | Simone Inzaghi       | Internazionale    |
| 2024 | 1.º  | Carlo Ancelotti      | Real Madrid       |
| 2024 | 2.º  | Xabi Alonso          | Bayer Leverkusen  |
| 2024 | 3.º  | Pep Guardiola        | Manchester City   |

### FIFA FIFPro World 11 (masculino)
| Ano  | Goleiro                          | Defensores | Meio-campistas | Atacantes |
| ---- | -------------------------------- | --- | --- | --- |
| 2016 | Manuel Neuer (Bayern de Munique) | Marcelo (Real Madrid) Sergio Ramos (Real Madrid) Gerard Piqué (Barcelona) Daniel Alves (Barcelona / Juventus)                      | Andrés Iniesta (Barcelona) Luka Modrić (Real Madrid) Toni Kroos (Real Madrid)                                         | Cristiano Ronaldo (Real Madrid) Luis Suárez (Barcelona) Lionel Messi (Barcelona)                                                                        |
| 2017 | Gianluigi Buffon (Juventus)      | Marcelo (Real Madrid) Sergio Ramos (Real Madrid) Leonardo Bonucci (Juventus / Milan) Daniel Alves (Juventus / Paris Saint-Germain) | Andrés Iniesta (Barcelona) Luka Modrić (Real Madrid) Toni Kroos (Real Madrid)                                         | Neymar (Barcelona / Paris Saint-Germain) Cristiano Ronaldo (Real Madrid) Lionel Messi (Barcelona)                                                       |
| 2018 | David de Gea (Manchester United) | Marcelo (Real Madrid) Sergio Ramos (Real Madrid) Raphaël Varane (Real Madrid) Daniel Alves (Paris Saint-Germain)                   | N'Golo Kanté (Chelsea) Luka Modrić (Real Madrid) Eden Hazard (Chelsea)                                                | Cristiano Ronaldo (Real Madrid / Juventus) Kylian Mbappé (Paris Saint-Germain) Lionel Messi (Barcelona)                                                 |
| 2019 | Alisson Becker (Liverpool)       | Marcelo (Real Madrid) Virgil van Dijk (Liverpool) Matthijs de Ligt (Ajax / Juventus) Sergio Ramos (Real Madrid)                    | Frenkie de Jong (Ajax / Barcelona) Luka Modrić (Real Madrid) Eden Hazard (Chelsea / Real Madrid)                      | Cristiano Ronaldo (Real Madrid/Juventus) Kylian Mbappé (Paris Saint-Germain) Lionel Messi (Barcelona)                                                   |
| 2020 | Alisson Becker (Liverpool)       | Alphonso Davies (Bayern de Munique) Virgil van Dijk (Liverpool) Sergio Ramos (Real Madrid) Alexander-Arnold (Liverpool)            | Joshua Kimmich (Bayern de Munique) Kevin De Bruyne (Manchester City) Thiago Alcântara (Bayern de Munique / Liverpool) | Cristiano Ronaldo (Juventus) Robert Lewandowski (Bayern de Munique) Lionel Messi (Barcelona)                                                            |
| 2021 | Gianluigi Donnarumma (Milan)     | David Alaba (Bayern de Munique) Leonardo Bonucci (Juventus) Rúben Dias (Manchester City)                                           | N'Golo Kanté (Chelsea) Jorginho (Chelsea) Kevin De Bruyne (Manchester City)                                           | Cristiano Ronaldo (Juventus) Erling Haaland (Borussia Dortmund) Robert Lewandowski (Bayern de Munique) Lionel Messi (Barcelona)                         |
| 2022 | Thibaut Courtois (Real Madrid)   | João Cancelo (Manchester City / Bayern de Munique) Virgil van Dijk (Liverpool) Achraf Hakimi (Paris Saint-Germain)                 | Casemiro (Real Madrid / Manchester United) Kevin De Bruyne (Manchester City) Luka Modrić (Real Madrid)                | Kylian Mbappé (Paris Saint-Germain) Karim Benzema (Real Madrid) Erling Haaland (Borussia Dortmund / Manchester City) Lionel Messi (Paris Saint-Germain) |
| 2023 | Thibaut Courtois (Real Madrid)   | Kyle Walker (Manchester City) John Stones (Manchester City) Rúben Dias (Manchester City)                                           | Bernardo Silva (Manchester City) Kevin De Bruyne (Manchester City) Jude Bellingham (Borussia Dortmund / Real Madrid)  | Lionel Messi (Paris Saint-Germain / Inter Miami) Erling Haaland (Manchester City) Kylian Mbappé (Paris Saint-Germain) Vinícius Júnior (Real Madrid)     |

### Seleção do Ano da FIFA (masculino)
| Ano  | Goleiro                          | Defensores | Meio-campistas                                                                 | Atacantes                                                                               |
| ---- | -------------------------------- | --- | ------------------------------------------------------------------------------ | --------------------------------------------------------------------------------------- |
| 2024 | Emiliano Martínez ( Aston Villa) | Dani Carvajal (Real Madrid) Antonio Rüdiger (Real Madrid) Rúben Dias (Manchester City) William Saliba (Arsenal) | Rodri (Manchester City) Jude Bellingham (Real Madrid) Toni Kroos (Real Madrid) | Lamine Yamal (Barcelona) Erling Haaland (Manchester City) Vinícius Júnior (Real Madrid) |

### Prêmio Ferenc Puskás[nota 1]
| Ano  | Pos. | Jogador            | Time              | Adversário    |
| ---- | ---- | ------------------ | ----------------- | ------------- |
| 2024 | 1.º  | Alejandro Garnacho | Manchester United | Everton       |
| 2024 | 2.º  | Yassine Benzia     | Argélia           | África do Sul |
| 2024 | 3.º  | Denis Omedi        | Kitara            | KCCA          |

## Prêmios femininos

### Melhor jogadora de futebol feminino da FIFA
| Ano  | Pos. | Jogadora               | Equipe                  |
| ---- | ---- | ---------------------- | ----------------------- |
| 2016 | 1.º  | Carli Lloyd            | Houston Dash            |
| 2016 | 2.º  | Marta                  | Rosengård               |
| 2016 | 3.º  | Melanie Behringer      | Bayern de Munique       |
| 2017 | 1.º  | Lieke Martens          | Barcelona               |
| 2017 | 2.º  | Carli Lloyd            | Manchester United       |
| 2017 | 3.º  | Deyna Castellanos      | Santa Clarita Blue Heat |
| 2018 | 1º   | Marta                  | Orlando Pride           |
| 2018 | 2.º  | Ada Hegerberg          | Lyon                    |
| 2018 | 3.º  | Dzsenifer Marozsán     | Lyon                    |
| 2019 | 1.º  | Megan Rapinoe          | Reign FC                |
| 2019 | 2.º  | Alex Morgan            | Orlando Pride           |
| 2019 | 3.º  | Lucy Bronze            | Lyon                    |
| 2020 | 1.º  | Lucy Bronze            | Lyon Manchester City    |
| 2020 | 2.º  | Pernille Harder        | Wolfsburg Chelsea       |
| 2020 | 3.º  | Wendie Renard          | Lyon                    |
| 2021 | 1.º  | Alexia Putellas        | Barcelona               |
| 2021 | 2.º  | Sam Kerr               | Chelsea                 |
| 2021 | 3.º  | Jennifer Hermoso       | Barcelona               |
| 2022 | 1.º  | Alexia Putellas        | Barcelona               |
| 2022 | 2.º  | Beth Mead              | Arsenal                 |
| 2022 | 3.º  | Alex Morgan            | San Diego Wave FC       |
| 2023 | 1.º  | Aitana Bonmatí         | Barcelona               |
| 2023 | 2.º  | Linda Caicedo          | Real Madrid             |
| 2023 | 3.º  | Jennifer Hermoso       | Pachuca                 |
| 2024 | 1.º  | Aitana Bonmatí         | Barcelona               |
| 2024 | 2.º  | Barbra Banda           | Orlando Pride           |
| 2024 | 3.º  | Caroline Graham Hansen | Barcelona               |

### Melhor goleira de futebol feminino da FIFA
| Ano  | Pos.         | Jogadora              | Equipe                                |
| ---- | ------------ | --------------------- | ------------------------------------- |
| 2016 | Não entregue | Não entregue          | Não entregue                          |
| 2017 | Não entregue | Não entregue          | Não entregue                          |
| 2018 | Não entregue | Não entregue          | Não entregue                          |
| 2019 | 1.º          | Sari van Veenendaal   | Arsenal Atlético de Madrid            |
| 2019 | 2.º          | Christiane Endler     | Paris Saint-Germain                   |
| 2019 | 3.º          | Suécia Hedvig Lindahl | Chelsea Wolfsburg                     |
| 2020 | 1.º          | Sarah Bouhaddi        | Lyon                                  |
| 2020 | 2.º          | Christiane Endler     | Paris Saint-Germain                   |
| 2020 | 3.º          | Alyssa Naeher         | Chicago Red Stars                     |
| 2021 | 1.º          | Christiane Endler     | Paris Saint-Germain                   |
| 2021 | 2.º          | Ann-Katrin Berger     | Chelsea                               |
| 2021 | 3.º          | Stephanie Labbé       | Rosengård                             |
| 2022 | 1.º          | Mary Earps            | Manchester United                     |
| 2022 | 2.º          | Christiane Endler     | Lyon                                  |
| 2022 | 3.º          | Ann-Katrin Berger     | Chelsea                               |
| 2023 | 1.º          | Mary Earps            | Manchester United                     |
| 2023 | 2.º          | Catalina Coll         | Barcelona                             |
| 2023 | 3.º          | Mackenzie Arnold      | West Ham                              |
| 2024 | 1.º          | Alyssa Naeher         | Chicago Red Stars                     |
| 2024 | 2.º          | Catalina Coll         | Barcelona                             |
| 2024 | 3.º          | Mary Earps            | Manchester United Paris Saint-Germain |

### Melhor treinador(a) de futebol feminino da FIFA
| Ano  | Pos. | Treinadora       | Equipe                      |
| ---- | ---- | ---------------- | --------------------------- |
| 2016 | 1.º  | Silvia Neid      | Alemanha                    |
| 2016 | 2.º  | Jill Ellis       | Estados Unidos              |
| 2016 | 3.º  | Pia Sundhage     | Suécia                      |
| 2017 | 1.º  | Sarina Wiegman   | Países Baixos               |
| 2017 | 2.º  | Nils Nielsen     | Dinamarca                   |
| 2017 | 3.º  | Gérard Prêcheur  | Lyon                        |
| 2018 | 1.º  | Reynald Pedros   | Lyon                        |
| 2018 | 2.º  | Sarina Wiegman   | Países Baixos               |
| 2018 | 3.º  | Asako Takakura   | Japão                       |
| 2019 | 1.º  | Jill Ellis       | Estados Unidos              |
| 2019 | 2.º  | Sarina Wiegman   | Países Baixos               |
| 2019 | 3.º  | Milena Bertolini | Itália                      |
| 2020 | 1.º  | Sarina Wiegman   | Países Baixos               |
| 2020 | 2.º  | Jean-Luc Vasseur | Lyon                        |
| 2020 | 3.º  | Emma Hayes       | Chelsea                     |
| 2021 | 1.º  | Emma Hayes       | Chelsea                     |
| 2021 | 2.º  | Lluís Cortés     | Barcelona                   |
| 2021 | 3.º  | Sarina Wiegman   | Países Baixos               |
| 2022 | 1.º  | Sarina Wiegman   | Inglaterra                  |
| 2022 | 2.º  | Sonia Bompastor  | Lyon                        |
| 2022 | 3.º  | Pia Sundhage     | Brasil                      |
| 2023 | 1.º  | Sarina Wiegman   | Inglaterra                  |
| 2023 | 2.º  | Emma Hayes       | Chelsea                     |
| 2023 | 3.º  | Jonatan Giráldez | Barcelona                   |
| 2024 | 1.º  | Emma Hayes       | Chelsea Inglaterra          |
| 2024 | 2.º  | Jonatan Giráldez | Barcelona Washington Spirit |
| 2024 | 3.º  | Arthur Elias     | Corinthians Brasil          |

### FIFA FIFPro World 11 (feminino)
| Ano  | Goleiro                                            | Defensores | Meio-campistas                                                                                     | Atacantes |
| ---- | -------------------------------------------------- | --- | -------------------------------------------------------------------------------------------------- | --- |
| 2019 | Sari van Veenendaal (Arsenal / Atlético de Madrid) | Lucy Bronze (Lyon) Nilla Fischer (Wolfsburg / Linköpings) Kelley O'Hara (Utah Royals) Wendie Renard (Lyon)       | Julie Ertz (Chicago Red Stars) Amandine Henry (Lyon) Rose Lavelle (Washington Spirit)              | Marta (Orlando Pride) Alex Morgan (Orlando Pride) Megan Rapinoe (Reign FC)                                                                  |
| 2020 | Christiane Endler (Paris Saint-Germain)            | Millie Bright (Chelsea) Lucy Bronze (Lyon / Manchester City) Wendie Renard (Lyon)                                | Barbara Bonansea (Juventus) Verónica Boquete (Utah Royals / Milan) Delphine Cascarino (Lyon)       | Pernille Harder (Wolfsburg / Chelsea) Tobin Heath (Portland Thorns / Manchester United) Vivianne Miedema (Arsenal) Megan Rapinoe (OL Reign) |
| 2021 | Christiane Endler (Paris Saint-Germain)            | Millie Bright (Chelsea) Lucy Bronze (Manchester City) Magdalena Eriksson (Chelsea) Wendie Renard (Lyon)          | Estefanía Banini (Levante / Atlético de Madrid) Barbara Bonansea (Juventus) Carli Lloyd (Sky Blue) | Marta (Orlando Pride) Vivianne Miedema (Arsenal) Alex Morgan (Orlando Pride)                                                                |
| 2022 | Christiane Endler (Lyon)                           | Lucy Bronze (Manchester United / Barcelona) Mapi León (Barcelona) Wendie Renard (Lyon) Leah Williamson (Arsenal) | Lena Oberdorf (Wolfsburg) Alexia Putellas (Barcelona) Keira Walsh (Manchester City / Barcelona)    | Sam Kerr (Chelsea) Beth Mead (Arsenal) Alex Morgan (Orlando Pride / San Diego Wave FC)                                                      |
| 2023 | Mary Earps (Manchester United)                     | Alex Greenwood (Manchester City) Lucy Bronze (Barcelona) Olga Carmona (Real Madrid)                              | Aitana Bonmatí (Barcelona) Ella Toone (Manchester United) Keira Walsh (Barcelona)                  | Alex Morgan (San Diego Wave FC) Alessia Russo (Manchester United / Arsenal) Lauren James (Chelsea) Samantha Kerr (Chelsea)                  |

### Seleção do Ano da FIFA (feminino)
| Ano  | Goleira                           | Defensores | Meio-campistas                                                                                         | Atacantes                                                       |
| ---- | --------------------------------- | --- | --- | --------------------------------------------------------------- |
| 2024 | Alyssa Naeher (Chicago Red Stars) | Lucy Bronze (Barcelona / Chelsea) Naomi Girma (San Diego Wave) Irene Paredes (Barcelona) Ona Batlle (Barcelona) | Patri Guijarro (Barcelona) Lindsey Horan (Lyon) Gabi Portilho (Corinthians) Aitana Bonmatí (Barcelona) | Caroline Graham Hansen (Barcelona) Salma Paralluelo (Barcelona) |

### Prêmio Marta
| Ano  | Pos. | Jogadora         | Time      | Adversário |
| ---- | ---- | ---------------- | --------- | ---------- |
| 2024 | 1.º  | Marta            | Brasil    | Jamaica    |
| 2024 | 2.º  | Asisat Oshoala   | Barcelona | Benfica    |
| 2024 | 3.º  | Sakina Karchaoui | França    | Suécia     |

## Prêmios mistos

### Prêmiofair playda FIFA
| Ano  | Vencedor                             |
| ---- | ------------------------------------ |
| 2016 | Atlético Nacional                    |
| 2017 | Francis Koné                         |
| 2018 | Lennart Thy                          |
| 2019 | Marcelo Bielsa Leeds United          |
| 2020 | Mattia Agnese                        |
| 2021 | Corpo médico da Seleção Dinamarquesa |
| 2022 | Luka Lochoshvili                     |
| 2023 | Seleção Brasileira                   |
| 2024 | Thiago Maia                          |

### Prêmio especial por uma realização extraordinária na carreira
| Ano  | Vencedor           | Notas                                                                                         |
| ---- | ------------------ | --------------------------------------------------------------------------------------------- |
| 2016 | Falcão             | Por sua incrível contribuição ao Futsal                                                       |
| 2021 | Christine Sinclair | Por quebrar o recorde de mais gols marcados por uma jogadora atuando por uma seleção nacional |
| 2021 | Cristiano Ronaldo  | Por quebrar o recorde de mais gols marcados por um jogador atuando por uma seleção nacional   |
| 2023 | Marta              | Por sua incrível contribuição ao Futebol feminino                                             |

### Prêmio Ferenc Puskás
| Ano  | Pos. | Jogador            | Time                   | Adversário      |
| ---- | ---- | ------------------ | ---------------------- | --------------- |
| 2016 | 1.º  | Mohd Faiz Subri    | Penang                 | Pahang          |
| 2016 | 2.º  | Marlone            | Corinthians            | Cobresal        |
| 2016 | 3.º  | Daniuska Rodríguez | Venezuela              | Colômbia        |
| 2017 | 1.º  | Olivier Giroud     | Arsenal                | Crystal Palace  |
| 2017 | 2.º  | Oscarine Masuluke  | Baroka                 | Orlando Pirates |
| 2017 | 3.º  | Deyna Castellanos  | Venezuela              | Camarões        |
| 2018 | 1.º  | Mohamed Salah      | Liverpool              | Everton         |
| 2018 | 2.º  | Cristiano Ronaldo  | Real Madrid            | Juventus        |
| 2018 | 3.º  | De Arrascaeta      | Cruzeiro               | América Mineiro |
| 2019 | 1.º  | Dániel Zsóri       | Debreceni              | Ferencvárosi    |
| 2019 | 2.º  | Lionel Messi       | Barcelona              | Betis           |
| 2019 | 3.º  | Juan Quintero      | River Plate            | Racing          |
| 2020 | 1.º  | Son Heung-min      | Tottenham              | Burnley         |
| 2020 | 2.º  | De Arrascaeta      | Flamengo               | Ceará           |
| 2020 | 3.º  | Luis Suárez        | Barcelona              | Mallorca        |
| 2021 | 1.º  | Erik Lamela        | Tottenham              | Arsenal         |
| 2021 | 2.º  | Mehdi Taremi       | Porto                  | Chelsea         |
| 2021 | 3.º  | Patrik Schick      | Tchecoslováquia        | Escócia         |
| 2022 | 1.º  | Marcin Oleksy      | Warta Poznań           | Stal Rzeszów    |
| 2022 | 2.º  | Dimitri Payet      | Marseille              | PAOK            |
| 2022 | 3.º  | Richarlison        | Brasil                 | Sérvia          |
| 2023 | 1.º  | Guilherme Madruga  | Botafogo-SP            | Novorizontino   |
| 2023 | 2.º  | Nuno Santos        | Sporting               | Boavista        |
| 2023 | 3.º  | Julio Enciso       | Brighton & Hove Albion | Manchester City |

### Prêmio de melhor torcida da FIFA
| Ano  | Vencedores                                        |
| ---- | ------------------------------------------------- |
| 2016 | Torcedores de Borussia Dortmund e Liverpool       |
| 2017 | Torcedores do Celtic                              |
| 2018 | Torcedores do Peru                                |
| 2019 | Silvia Grecco, torcedora do Palmeiras             |
| 2020 | Marivaldo Francisco da Silva, torcedor do Sport   |
| 2021 | Torcedores de Dinamarca e Finlândia               |
| 2022 | Torcedores da Argentina                           |
| 2023 | Hugo Daniel "Toto" Iniguez, torcedor do Colón     |
| 2024 | Guilherme Gandra Moura, torcedor do Vasco da Gama |